# Велика Офірна
Вели́ка Офірна — село в Україні, у Фастівському районі Київської області. Населення становить 781 осіб. З жовтня 2020 р. у складі Фастівського ОТГ  Малоснітинського старостинського округу.
Велика Офірна розташована за 7 км від Фастова вздовж річки Унава і за 2—3 км від залізничної платформи Снітинка на колії Фастів — Київ. Навколо села є багато дачних земельних ділянок фастівських і київських організацій.
Назва села походить від польських слів «офіра» [Архівовано 31 серпня 2016 у Wayback Machine.], «офірувати» [Архівовано 5 березня 2016 у Wayback Machine.] («жертва», «жертвувати»). За переказами, у XVII ст. місцевий польський магнат подарував цей населений пункт Київському Братському монастирю. З 1711 і до 1793 по Унаві і Снітці проходив кордон Речі Посполитої і московського царства ( з 1721 Російська імперія), та біля села стояв російський форпост.
Вперше у письмових документах відомості про Велику Офірну з'являються у скарзі 1757 року, у якій зазначається, що шляхтичами Аксаковим і Іваном Кияненком було пограбовано мешканку слобідки Офірни вдову Уляну Мартиниху та інших селян з монастирських земель. У слабої вдови нахабно і підступно було пограбовано майно, церковні гроші і реєстри, які залишилися після смерті покійного чоловіка. Згодом, будучи під Росією, село називатиметься Казенною Офірною, а слобідка поруч — Малою Офірною Фастівською.
7.07.1768 через Офірну проходив зі своїм загоном гайдамацький ватажок Іван Бондаренко.
З Великої Офірни походив останній дореволюційний волосний староста містечка Фастова Мусій  Яшкір. У 1920—1922 роках багато мешканців села брали участь у повстанських гайдамацьких загонах дорогинського отамана Гайового і мотовилівському петлюрівському повстанському комітеті, через що були репресовані окупаційною більшовицькою владою.
Нелегко проходив у селі і процес суцільної колективізації 1929—1930 років. Немало (не менше 25) постраждало село і у Голодоморі 1932—1933 років та часи масових сталінських репресій 1930-х років.
22 липня 1941 року у село прийшли німці і члени висланих з Галичини похідних груп ОУН. За участі ОУНівських представників у селі було обрану сільську управу на чолі з старостою П. Яшкіром, яка діяла до 6 листопада 1943 року — часу вигнання з  села нацистських окупантів. У селі відразу було відновлено колишній колгосп ім. Димитрова.
У 1951 році колгосп було об'єднано з малоснітинським колгоспом в укрупнений, а згодом до нього долучили і колишній малоофірнянський колгосп. Цей укрупнений колгосп згодом став радгоспом «Фастівським», а у часи незалежності України — КСП «Фастівське». У 1940-ві роки та після війни у селі діяли школа і місцевий клуб, яких сьогодні немає.
Нині в селі діє стара дерев'яна церква Св. Архістратига Михаїла УПЦ Київського Патріархату, хоча станом на травень 2012 завершується будівництво нової кам'яної церкви. Є у селі пам'ятний хрест загиблим козакам-гайдамакам, три цвинтарі.

## Галерея

Хрест загиблим козакам-гайдамакам
Дерев'яна церква
Нова церква
Пам'ятник ДСВ
Снітинське лісництво